# War Dogs
Ne doit pas être confondu avec War Logs.
Pour plus de détails, voir Fiche technique et Distribution.
War Dogs est un film américain réalisé par Todd Phillips et sorti en 2016. Il s'inspire d'un article du magazine Rolling Stone écrit par Guy Lawson et racontant la vie d'Efraim Diveroli et David Packouz.
Le film est présenté en clôture du 42e festival du cinéma américain de Deauville. Il reçoit des critiques mitigées et ne rencontre pas un immense succès commercial.

## Synopsis
En 2005, David Packouz gagne sa vie en pratiquant des massages. Il vit à Miami avec sa petite-amie Iz. Il essaie d'améliorer sa condition en tentant de vendre des draps de qualité aux maisons de retraite. Un jour, il retrouve lors d'un enterrement, son ami d'enfance Efraim Diveroli. Ce dernier est dans le commerce des armes et vient s'installer lui aussi à Miami. Alors que la guerre d'Irak fait rage, Efraim profite d'un dispositif du gouvernement fédéral totalement méconnu permettant à de petites entreprises de répondre à des appels d'offres de l'armée américaine. Il convainc David de le rejoindre, malgré l'hostilité de ce dernier à la guerre, qui le conduit à cacher sa nouvelle activité à sa compagne. Si leurs débuts sont modestes, ils ne tardent pas à empocher de grosses sommes d'argent et à mener la grande vie. Mais les deux amis sont totalement dépassés par les événements lorsqu'ils décrochent un contrat de 300 millions de dollars destiné à armer les soldats afghans. Ils rentrent alors en contact avec Henry Girard (Bradley Cooper) qui leur donne accès aux stocks de l'armée albanaise issus de la guerre froide.
Lorsque Efraim essaie de doubler Henry en le court-circuitant, celui-ci kidnappe David alors qu'il veille au transfert de munitions d'origine chinoise (prohibées dans les contrats de l'armée américaine) vers des boîtes non marquées. David rentre précipitamment en Amérique alors que son chauffeur albanais, qui avait proposé en premier lieu une manière de couper Henry du deal, disparaît sans laisser de traces.
De retour à Miami, David annonce à Efraim qu'il se retire ; celui-ci lui annonce alors qu'il ne lui versera rien de sa commission, ayant volé le contrat de partenariat qu'ils avaient signé avant le départ de David pour l'Albanie. Lors d'une réunion de médiation arrangée par un de leurs financiers (Ralph Slutzky / Kevin Pollak), David lui annonce qu'à défaut d'être payé, il transmettra tous les faux documents en sa possession et qui impliquent AEY, leur compagnie. Quelques jours plus tard, David et Efraim reçoivent séparément un appel du New York Times : leur entreprise fait l'objet d'une enquête pour fraude.
Les deux compères sont arrêtés par le FBI quelques instants après que David a obligé Efraim à avouer qu'il lui avait menti depuis le début et ne l'avait jamais considéré comme un ami. Il s'avère alors que c'est l'entrepreneur albanais chargé du réemballage des munitions chinoises qui les a dénoncés, car Efraim ne l'avait pas non plus payé. Slutzky, arrêté peu après, leur avait alors tendu un piège sous la forme de la médiation entre les deux ex-amis et pendant laquelle toute la conversation, y compris les aveux de David, était enregistrée. AEY est alors au centre d'un immense scandale sur les contrats d'armement du Pentagone ; Efraim est condamné à quatre ans de prison et David à sept mois d'assignation à domicile.
À sa libération, il retourne rendre visite à Henry Girard. Celui-ci, ayant depuis appris le rôle d'Efraim, s'excuse. Lorsque David lui demande ce qu'il est advenu de son chauffeur albanais disparu, Girard se contente d'ouvrir une mallette remplie d'argent représentant une part de ses gains dans le deal albanais. En échange, il demande à David de ne plus poser de questions.

## Fiche technique
Sauf indication contraire, les informations mentionnées dans cette section peuvent être confirmées par la base de données cinématographiques IMDb,  présente dans la section « Liens externes ».
- Titre original et français : War Dogs
- Titre québécois : Chiens de guerre[1]
- Titre de travail (provisoire) : Arms and the Dudes
- Réalisation : Todd Phillips
- Scénario : Jason Smilovic, Todd Phillips et Stephen Chin, d'après l'article Arms and the Dudes de Guy Lawson
- Décors : Danielle Berman
- Directeur artistique : Jonathan Carlos et Jay Pelissier
- Costumes : Michael Kaplan
- Photographie : Lawrence Sher
- Montage : Jeff Groth
- Musique : Cliff Martinez
- Production : Scott Budnick, Bradley Cooper, Mark Gordon, Todd Phillips et Bryan Zuriff
- Sociétés de production : The Mark Gordon Company (en), Joint Effort et RatPac-Dune Entertainment
- Société de distribution : Warner Bros. Pictures
- Budget : 40 millions de dollars[2],[3]
- Pays de production :  États-Unis
- Langues originales : anglais, arabe, albanais et roumain
- Format : couleur — 2,35:1 — son Dolby Digital — 35 mm
- Genre : comédie dramatique, thriller, biopic
- Durée : 114 minutes
- Dates de sortie[4] :
  - États-Unis : 19 août 2016
  - France : 11 septembre 2016 (festival du cinéma américain de Deauville) ; 14 septembre 2016 (sortie nationale)

## Distribution
- Jonah Hill (VF : Christophe Lemoine ; VQ : Olivier Visentin) : Efraim Diveroli
- Miles Teller (VF : Gauthier Battoue ; VQ : David Laurin) : David Packouz
- Shaun Toub (VF : Serge Faliu ; VQ : René Gagnon) : Marlboro
- Bradley Cooper (VF : Alexis Victor ; VQ : Philippe Martin) : Henry Girard (inspiré de Heinrich Thomet)
- Ana de Armas (VF : Claire Baradat ; VQ : Rachel Graton) : Iz
- Kevin Pollak (VF : Patrice Dozier ; VQ : Jean-Marie Moncelet) : Ralph Slutzky
- Patrick St. Esprit (VF : Luc Bernard ; VQ : Alain Zouvi) : le capitaine Phillip Santos
- J. B. Blanc (VF : Paul Borne ; VQ : Manuel Tadros) : Bashkim
- Barry Livingston (VF : Michel Voletti ; VQ : Louis-Georges Girard) : un bureaucrate de l'armée
- Brenda Koo : Vanessa
- David Packouz : un chanteur au Hilldale Home

- Version française
  - Société de doublage : Dubbing Brothers
  - Direction artistique : Marie-Laure Beneston
  - Adaptation : Marion Bessay

 Source et légende : version française (VF) sur RS Doublage ; version québécoise (VQ) sur Doublage.qc.ca

## Production

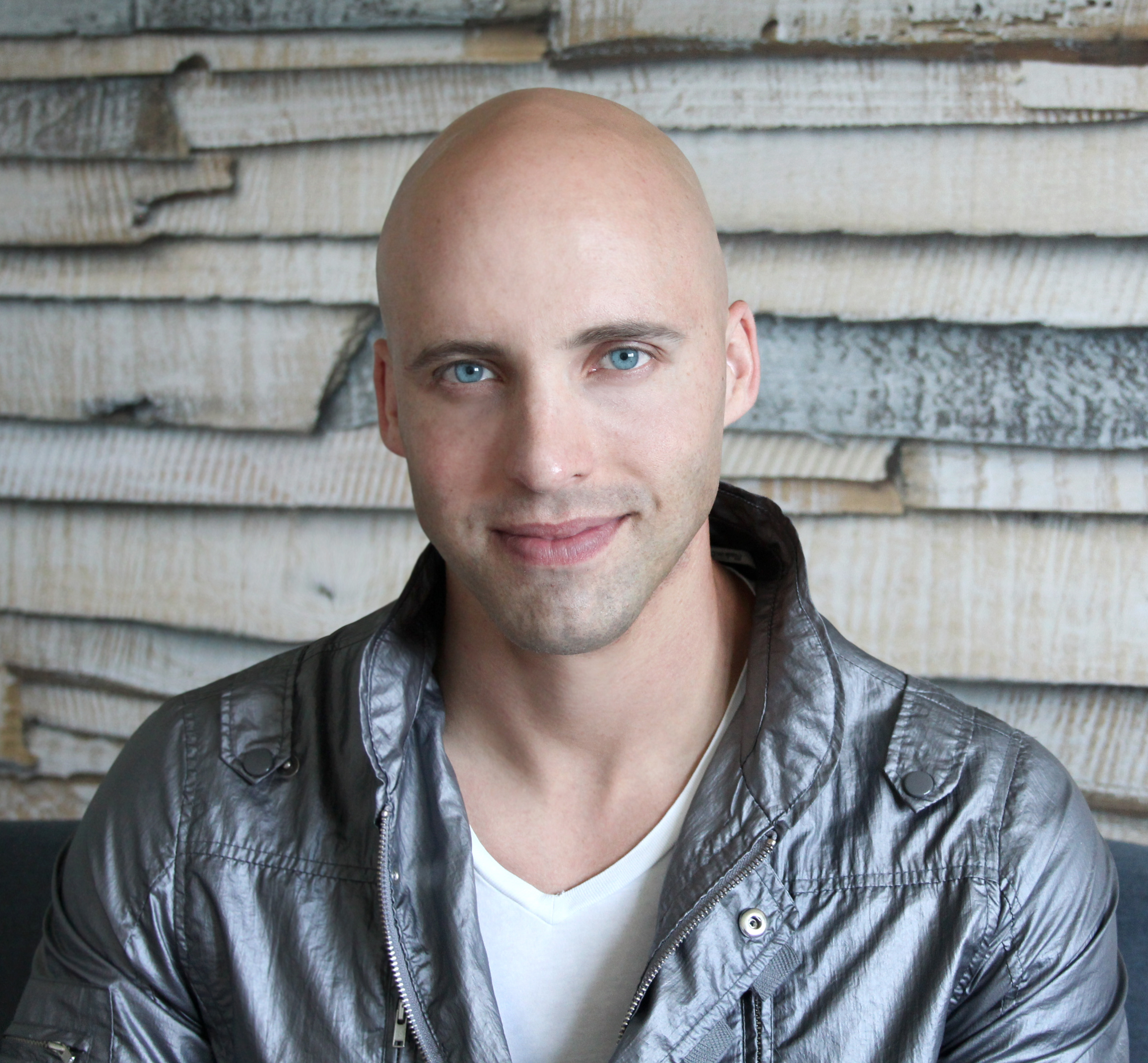
David Packouz, ici en 2013

### Genèse et développement
Le scénario s'inspire de la vie d'Efraim Diveroli et David Packouz, qui avaient monté un trafic d'armes très lucratif durant la guerre d'Irak, en profitant d'une faille du système fédéral. Cette histoire avait été dévoilée pour la première fois en 2011 dans un article du magazine Rolling Stone. L'auteur de cet article, Guy Lawson, explique le contexte de l'époque : « L'administration Bush tâchait de favoriser les petites entreprises et il n'y avait pas d'entreprise plus petite que celle de nos deux potes, qui glandaient dans un studio de Miami Beach, munis d'une pipe à eau, d'un ordinateur et d'un téléphone portable. ». Le producteur Mark Gordon découvre l'article dans un avion et souhaite tout de suite en faire un film : « Je n'en croyais pas mes yeux. Il y avait là tous les ingrédients d'un film. Je me suis rendu compte que le public adore les films dont les personnages déjouent le système, même s'ils finissent par en payer le prix fort d'une manière ou d'une autre. Quand on pense que ces deux-là étaient sans doute les mecs les moins susceptibles de mener à bien ce type d'escroquerie, on tient une histoire totalement géniale. »
Le film a été provisoirement nommé AK-47 et Arms and the dudes avant War Dogs.

### Attribution des rôles

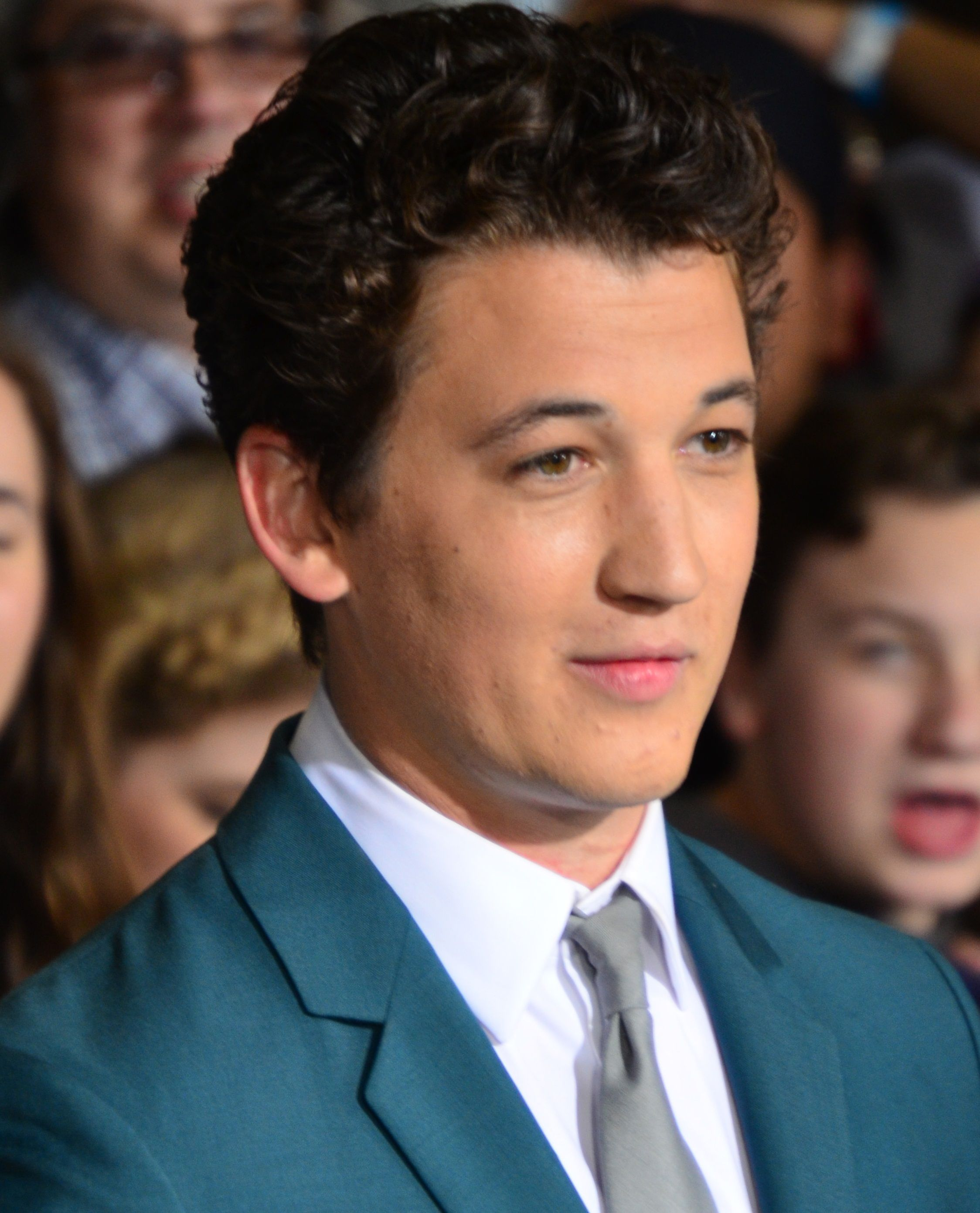
Miles Teller remplace Jesse Eisenberg, initialement pressenti pour tenir le rôle du héros.

Jesse Eisenberg et Shia LaBeouf étaient pressentis dans les rôles principaux, avant que Jonah Hill et Miles Teller soient choisis. Efraim Diveroli n'a pas voulu rencontrer Jonah Hill durant la production du film.

« Efraim Diveroli est un personnage formidable. C'est lui qui encourage son copain à plonger dans l'inconnu. Il est excessif et sanguin, et je savais que ce rôle m'était destiné. Il a envie de devenir riche et il aime tout ce qui brille. Il pense que c'est ce qui va le rendre heureux. C'est un magouilleur qui peut se montrer extrêmement charmant quand il le faut. Mais il n'est pas du tout paresseux. Il lui faut énormément d'énergie, d'intelligence et d'ingéniosité pour se frayer une place. C'était un rôle passionnant. »

— Jonah Hill
Todd Phillips dirige Bradley Cooper pour la 4e fois, après la trilogie Very Bad Trip. L'acteur déclare : « War Dogs me semble vraiment marquer une évolution logique dans le parcours de Todd car les personnages masculins sont assez proches de ses protagonistes habituels. Et pourtant, il y a dans cette histoire un sentiment d'inquiétude qui lui permet d'aller plus loin dans son propos. Ce qui est formidable chez Todd, c'est qu'il a toujours su déceler le potentiel de séduction des histoires qu'il raconte. Il est capable de s'attaquer à un récit assez sombre au départ et en faire un film drôle et exaltant ».

### Tournage
Le tournage a eu lieu aux États-Unis en Californie (El Centro, Olive Burbank), à Miami et Las Vegas. Il a également lieu en Roumanie (Bucarest) et au Maroc (Casablanca). Le réalisateur Todd Phillips explique cette diversité : « Je souhaitais vraiment qu'on sente qu'on a affaire à des trafiquants d'armes internationaux agissant à l'échelle planétaire, la dimension internationale étant fondamentale ».

### Musique
Musiques préexistantes :
- Waters of Nazareth de Justice
- Funk #49 de The James Gang
- They Broke His Pelvis (tiré de la bande originale de Drive) de Cliff Martinez
- Don't Fear the Reaper de Blue Öyster Cult
- So What'Cha Want des Beastie Boys
- What Up Gangsta de 50 Cent
- Fireworks Went Off (tiré du film documentaire My Life) de Cliff Martinez, Mac Quayle et Peter Adams
- Jump Around de House of Pain
- Sweet Emotion d'Aerosmith
- Can Your Monkey Do The Dog de Rufus Thomas
- Bojangles de Pitbull
- Red Red Wine de Neil Diamond
- The Passenger d'Iggy Pop
- Ashgar Be Shama (Izash Remix) d'Ilham al-Madfai
- Chathab d'Ilham al-Madfai
- Fortunate Son de Creedence Clearwater Revival
- Dimension de Wolfmother
- Ooh Las Vegas de Gram Parsons
- Ain't That A Kick In The Head de Dean Martin
- Girl, You'll Be a Woman Soon de Neil Diamond
- The Last Drive Home (tiré du film Le Dernier Présage) de Cliff Martinez et Randy Alan Miller
- Pushka Kërkon Trima (Rritu Biri i Nënës) interprété par Albanian Popular Music Ensemble of Tirana
- Wish You Were Here de Pink Floyd
- What Is Love de Haddaway
- You Keep Me Hangin' On de Vanilla Fudge
- L'amour est un oiseau rebelle (de Georges Bizet) interprété par Maria Callas et l'Orchestre national de France
- Christmas (Baby Please Come Home) de Darlene Love
- Forsythia (tiré de Contagion) de Cliff Martinez
- Time in a Bottle de David Young
- Behind Blue Eyes de The Who
- Everybody Knows de Leonard Cohen

## Accueil

### Critique
Sur l'agrégateur américain Rotten Tomatoes, le film obtient 60% d'opinions favorables pour 154 critiques. Sur Metacritic, War Dogs décroche une note moyenne de 57/100, pour 41 avis recensés.

### Box-office
| Pays ou région    | Box-office      | Date d'arrêt du box-office | Nombre de semaines |
| ----------------- | --------------- | -------------------------- | ------------------ |
| États-Unis Canada | 43 034 523 $    | 20 octobre 2016            | 9                  |
| France            | 513 131 entrées | 1er novembre 2016          | 7                  |
| Mondial           | 86 234 523 $    | -                          | -                  |

L'échec de War Dogs en France peut s'expliquer en partie par le fait que l'acteur principal Jonah Hill ait annulé sa tournée de promotion du film (qui devait être présenté au festival de Deauville) après avoir été humilié sur le plateau du Grand Journal par la miss météo Ornella Fleury,.

## Analyse